# Golo-Djigbé
Golo-Djigbé è un arrondissement del Benin situato nella città di Abomey-Calavi (dipartimento dell'Atlantico) con 15.701 abitanti (dato 2006).